# Canzoni di Edith Piaf
Canzoni di Edith Piaf è un album discografico della cantante italiana Milva, pubblicato nel 1970 dalla Dischi Ricordi.

## Descrizione
Nel 1970 Milva incide un album monografico dedicato alla grande interprete francese Édith Piaf, avvalendosi per gli adattamenti in italiano delle prestigiose collaborazioni di alcuni degli autori più importanti del periodo come Gian Carlo Testoni, Piero Leonardi, Giacomo Mario Gili, Luciano Beretta, Giorgio Calabrese, Carlo Da Vinci, Astro Mari, Herbert Pagani e Giovanna Colombi, con l'orchestra diretta da Giancarlo Reverberi.
L'album contiene uno dei più grandi successi di Milva, Milord e Albergo a ore, brano portato in Italia da Herbert Pagani e fino a quel momento inciso oltre che dal suo autore, solo da Gino Paoli.
L'album ebbe un'ampia distribuzione internazionale in Germania, Austria, Belgio, Argentina e Giappone.

## Edizioni
L'album fu pubblicato in Italia in LP, Stereo8 dalla Dischi Ricordi, con numero di catalogo SMRL 6071 in due versioni, una con la copertina semplice ad astuccio e l'altra in versione Gatefold con copertina apribile. 
Nel 1976 è stato ristampato per la serie Orizzonte in LP ed MC con numero di catalogo ORL 8123 con label verde, versione questa, ristampata una seconda volta nel 1986 con label blu. 
Nel 1989 viene stampato per la prima volta su CD con copertina ed artwork differenti rispetto alla versione del 1970, e ristampato nuovamente in CD nel 1995 mantenendo questo secondo artwork. 
Nel 1999 viene ulteriormente ristampato in CD riprendendo l'artwork originale del 1970. 
Entrambe le ristampe in CD sono presenti sulle piattaforme digitali e sui servizi di streaming.

## Tracce
1. Milord
2. La vita è rosa
3. La folla
4. Sono la tua donna
5. Mon Dieu
6. Nulla rimpiangerò
7. È l'amore che fa amare
8. Caro John
9. Albergo a ore
10. Inno all'amore